# Meziříčko (okres Žďár nad Sázavou)
Meziříčko (německy Mesericzko) je obec v okrese Žďár nad Sázavou v Kraji Vysočina. K 1. lednu 2007 byla obec převedena z okresu Jihlava do okresu Žďár nad Sázavou. Žije zde 175 obyvatel.
Socha svatého Jana Nepomuckého je chráněna jako kulturní památka České republiky.

## Historie
První písemná zmínka o obci pochází z roku 1409.
| Rok            | 1869 | 1880 | 1890 | 1900 | 1910 | 1921 | 1930 | 1950 | 1961 | 1970 | 1980 | 1991 | 2001 | 2011 | 2021 |
| -------------- | ---- | ---- | ---- | ---- | ---- | ---- | ---- | ---- | ---- | ---- | ---- | ---- | ---- | ---- | ---- |
| Počet obyvatel | 388  | 396  | 377  | 344  | 327  | 348  | 325  | 290  | 303  | 245  | 213  | 194  | 179  | 179  | 167  |
| Počet domů     | 59   | 60   | 61   | 61   | 61   | 61   | 60   | 62   | 60   | 66   | 55   | 58   | 56   | 71   | 75   |

## Doprava
ÚZemím obce prochází dálnice D1 a silnice II/602 v úseku Měřín – Jihlava. Silnice III. třídy jsou:
- III/34823 Jersín – silnice III/34824
- III/34824 ze silnice II/602 – Meziříčko – Černá